# Josemaría Escrivá de Balaguer
Svatý Josemaría Escrivá (9. ledna 1902 Barbastro, Španělsko – 26. června 1975 Řím, Itálie) byl španělský římskokatolický kněz, zakladatel Opus Dei – celým jménem José María Julián Mariano Escrivá de Balaguer y Albas – se narodil v Barbastru ve Španělsku 9. ledna 1902 a zemřel v Římě 26. června 1975. Svatý Josemaría Escrivá otevřel v katolické církvi novou cestu ke svatosti učením, že muži a ženy se mohou stát svatými při vykonávání své práce a plněním každodenních povinností v křesťanském duchu.

## Život

### Mládí
Josemaria měl pět sourozenců: starší Carmen (1899-1957) a Santiaga (1919-1994) a tři mladší sestry, které zemřely v mladém věku. Jeho rodiče, Jose a Dolores, dali svým dětem hlubokou křesťanskou výchovu.
V roce 1915 byl uzavřen podnik Jose Escrivy a celá rodina se musela přestěhovat do Logroña. Jako dospívající chlapec v Logroñu Josemaria poprvé zaslechl své povolání. Pohnut pohledem na stopy bosého mnicha ve sněhu, pocítil, že Bůh po něm něco žádá, ale nevěděl přesně co. Myslel si, že kněžství by mohlo objevit a splnit toto Boží volání. Proto se na ně začal připravovat, nejprve v Logroñu a potom v Zaragoze.

### Založení Opus Dei
Po smrti svého otce v roce 1924 se Josemaria stal hlavou rodiny. Po vysvěcení v roce 1925 začal sloužit ve venkovské farnosti, potom se přesunul do Zaragozy. V roce 1927 mu jeho biskup dal svolení k přestěhování do Madridu, aby mohl získat doktorát práv.
Dne 2. října 1928 během duchovních cvičení Otec Josemaria uviděl to, co po něm Bůh žádal: aby založil Opus Dei, cestu posvěcování v každodenní práci a plnění běžných křesťanských povinností. Od té chvíle pracoval na uskutečňování tohoto úkolu, zatímco pokračoval v kněžské službě, zvláště k chudým a nemocným. Během těchto prvních let Opus Dei také studoval na universitě v Madridu a učil, aby podporoval svoji rodinu.
Když v Madridu začala občanská válka, náboženské pronásledování přimělo Otce Josemariu vykonávat kněžskou službu tajně a skrývat se neustálým přesunem z místa na místo. Náhodou se mu podařilo opustit hlavní město a po nesnadném útěku přes Pyreneje se usídlil v Burgosu. Po skončení války v roce 1939 se vrátil do Madridu, kde konečně získal doktorát práv. V následujících letech dával mnoho duchovních cvičení pro laiky, kněze a duchovenstvo a horlivě pracoval pro Opus Dei.

### Rozšíření Opus Dei
V roce 1946 se Otec Josemaria usídlil v Římě. Během pobytu v Římě získal doktorát teologie z Lateránské university a papežem Piem XII. byl jmenován konzultantem dvou vatikánských kongregací, čestným členem Pontifikální teologické akademie a čestným prelátem.
Často z Říma cestoval do mnoha evropských zemí, při jedné příležitosti i do Mexika, aby podnítil šíření Opus Dei do těchto míst. V letech 1974 a 1975 podnikl dvě dlouhé cesty do řady zemí Latinské Ameriky, kde se setkal s mnoha lidmi, se kterými mluvil o křesťanském povolání ke svatosti.
Mons. Escriva zemřel v Římě 26. června 1975. Do té doby se Opus Dei rozšířilo do mnoha zemí a ovlivnilo bezpočet životů. Po jeho smrti tisíce lidí včetně více než třetiny světových biskupů poslalo do Říma dopisy se žádostí, aby papež zahájil proces jeho beatifikace a kanonizace.

### Tradiční mše svatá
Josemaría zažádal v reakci na změny po druhém vatikánském koncilu o možnost slavení mše svaté v tradičním římském ritu, čemuž bylo vyhověno.[chybí lepší zdroj]

### Literární odkaz
Poprvé v roce 1934 vydává jako svůj duchovní odkaz knihu Cesta, kterou stále doplňoval a dopisoval.

## Svatořečení
Papež sv. Jan Pavel II. blahořečil Mons. Escrivu 17. května 1992. O deset let později, 6. října 2002, jej na Svatopetrském náměstí v Římě před velkým zástupem svatořečil. Při té příležitosti řekl papež v homilii: "Pokračujte v jeho stopách a rozšiřujte ve společnosti vědomí, že jsme všichni povoláni ke svatosti, bez rozdílu rasy, třídy, kultury a věku."

## Kritika
Je kritizován za svoje údajná soukromá prohlášení na obranu Adolfa Hitlera a i z řady jiných důvodů. Podle Martina C. Putny jde o nejkontroverznější postavu, jež byla ve 20. století svatořečena.